# 至福 (オラトリオ)
『至福』（しふく、仏: Les Béatitudes）M. 53は、セザール・フランクが1869年から1879年にかけて作曲したオラトリオ。

## 概要
この曲はジョゼフィーヌ・コロムによるマタイの福音書、真福八端に基づく詩的瞑想をテクストとしている。作曲が長期間にわたった理由として、ヴァンサン・ダンディは普仏戦争の勃発や前作『贖罪』（Rédemption）の作曲による中断を挙げている。初演は1879年2月20日にパリのフランク宅において私的に行われた。全曲演奏による初演はフランクの生前には果たされず、1891年にディジョンで行われたものが初めてで、パリでの完全な演奏は1893年3月19日のコンセール・コロンヌによる演奏が最初となった。日本初演は1974年9月15日に東京文化会館で行われた。
演奏時間は約2時間弱であり、フランク作品の中でも最大規模である。フランクにとって自信作だったにもかかわらず、その長大さや構成の単調さから演奏機会は決して多くないが、フランクの死後から1920年代までは特に人気のある作品だった。ダンディは「過去長い間の音楽の発展において一席を占める、まぎれもなくきわめて偉大な作品」と評したのに対し、クロード・ドビュッシーは「少し安易にドラマティックに流れる」が「どこを切っても同じ美しい音楽しか出てこない」と述べている。ノルベール・デュフルクは「いくらか長すぎるところや短すぎるところがあるにもかかわらず、フランス語によるオラトリオの模範として残る作品」と評している。

## 楽器編成
- 混声合唱
- 独唱者……ソプラノ、メゾソプラノ、コントラルト、テノール2、バリトン、バス2
- 管弦楽
  - フルート2、ピッコロ、オーボエ2、クラリネット2、バスーン2、ホルン4、トランペット4、トロンボーン3、チューバ、ティンパニ、シンバル、ハープ、オルガン、弦五部

## 楽曲構成
曲はプロローグと8つの部分に分かれている。プロローグ以外の各曲はそれぞれ完全な終止をはさんでおり、単独で演奏されることもある。ダンディは第4、第6、第8曲を、ハワード・スミザー (Howard E. Smither) は第2、第4、第8曲を特に評価している。
- Prologue （プロローグ）
- I.  Bienheureux les pauvres d'esprit （心の貧しい人は幸いである[14]）
- II. Bienheureux ceux qui sont doux （柔和な者は幸いである[14]）
- III. Beinheureux ceux qui pleurent （悲しむ者は幸いである[14]）
- IV. Bienheureux ceux qui ont faim et soif de la justice （義に飢え渇いている者は幸いである[14]）
- V. Heureux les miséricordieux （あわれみ深い者は幸いである[14]）
- VI. Bienheureux ceux qui ont le cœur pur （心のきよい者は幸いである[14]）
- VII. Bienheureux les pacifiques （平和をつくる者は幸いである[14]）
- VIII. Bienheureux ceux qui souffrent persécution pour la justice （義のために迫害されている者は幸いである[14]）

キリストの現れた時代についてテノール独唱が歌うプロローグのあと、8つの部分は基本的に共通の構造を持っている。まず世の悪が描写されたあとに「至福」の救いが続き、それを引き継いだバリトン独唱がキリストの言葉を歌い、天上の合唱で締めくくられる。第2曲、第4曲のみキリストの言葉で終わり、第7曲のみは「平和をつくる者」による五重唱が締めくくる。これは歌詞の構造の共通性から導かれたものである。
プロローグの冒頭に現れる主題（譜例）は神の慈愛を表すもので、第2曲のフーガをはじめとして、様々に変形されながらその後の全曲を統一する。また、サタンが現れマイアベーア風の音楽も聴かれる第7、第8曲では、悪魔を表す半音階的な動機が共通して用いられている。

## 主な録音
- ヘルムート・リリング指揮、シュトゥットガルト放送交響楽団、ジル・カシュマイユ（フランス語版）、ジョン・チーク、キース・ルイス
- ラファエル・クーベリック指揮、バイエルン放送交響楽団、ジェシー・ノーマン、ブリギッテ・ファスベンダー、ルネ・コロ、ディートリヒ・フィッシャー＝ディースカウ
- アルミン・ジョルダン指揮、フランス放送新フィルハーモニー管弦楽団、ルイーズ・ルブラン、ジャーヌ・ベルビエ、ナタリー・シュトゥッツマン